# Ealing Trailfinders Rugby Club
Ne doit pas être confondu avec Ealing Trailfinders Rugby Club (féminines).
Maillots
Actualités
Dernière mise à jour : 1 juin 2023.
Ealing Trailfinders est un club de rugby anglais fondé en 1871 et basé à Londres dans le district d'Ealing.
Le club joue en Championship pour la saison 2022-2023.

## Histoire

### De 1869 à 1995
Le club est fondé tout d'abord sous le nom Ealing Football Club. L'équipe joue son premier match en 1869 à Ealing Common, avant la création de la Rugby Football Union (RFU) en 1871. Lors des premières années, le club joue régulièrement contre les équipes des Wasps, London Irish, Harlequins, Richmond et Blackheath.
Leopold de Rothschild fut le premier président du club et occupa sa fonction de 1896 à 1914.
Entre 1894 et 1958, le club a déménagé plusieurs fois dans différents lieux comme Hanger Lane, West Middlesex Polo Club, Gunnersbury Park, Drayton Green (en), Syon Lane (en) et Horsenden Hill (en).
Le match du centenaire du club de rugby d'Ealing se joue en 1970 contre les Harlequins. En 1987, le club finit premier de la Division 1 de Londres et ne finira pas classé plus bas que la seconde place pendant les six années suivantes. Ealing remporte la Middlesex cup trois fois durant cette période.

### De 1995 à 2015
En 1996, Ealing est relégué de la Division 1 de Londres. En réaction à cette descente, le club créé des sections pour les jeunes et déménage dans un nouveau terrain à Trailfinders Sports Club en 1999. Le club remporte deux RFU Presidents Awards, le premier en 2007 pour son travail auprès de la formation des arbitres qui s'est étendu sur un programme national, et le second en 2008 pour excellent coaching. En 2009, le club aligne deux équipes de joueurs formées depuis les catégories de jeunes du club.
Le club évolue en 4e division anglaise Sud (en) lors des saisons 2007-2008 (en) et 2008-2009 (en) mais ne parvient pas à monter de division, terminant les deux saisons à la 3e place.
Pendant la saison 2009-2010 (en), le club est donc toujours en 4e division anglaise Sud. Ils inscrivent le total de 1014 points durant la saison, mais ratent la montée en 3e division au profit de Barking RFC (en) et de Rosslyn Park FC, terminant donc troisième du championnat pour la troisième année consécutive.
La saison suivante, en 2010-2011 (en), le club est donc l'un des favoris du championnat de 4e division Sud après sa solide saison dernière. Ealing Trailfinders confirme son statut de favori et remporte donc la division Sud avec un total de 27 victoires, 1 nul et 2 défaites en 30 matchs et pas moins de 1490 points inscrits soit une moyenne impressionnante de 49 points par match. Phil Chesters (en), un ailier du club, inscrit 70 essais durant la saison, ce qui en fait le record d'essais marqués sur une saison dans n'importe quelle division anglaise. Le club est donc promu en 3e division.
Ealing Trailfinders ne semble pas avoir besoin de temps d'adaptation en 3e division anglaise, ils remportent les neuf premiers matchs de leur saison 2011-2012 (en). Finalement, ils terminent à la deuxième place du championnat à 7 points du premier, les Jersey Reds, qui montent donc en RFU Championship, car uniquement le premier monte d'une division. Pour un club, fraîchement promu, Ealing Trailfinders aura réalisé une très bonne saison. Le joueur Phil Chesters aura une nouvelle fois marqué un grand nombre d'essais : 42 en 29 matchs.
Cette deuxième saison en 3e division anglaise sera l'année de la montée en RFU Championship, un niveau que le club n'a jamais atteint durant toute son histoire. Ealing Trailfinders termine premier du championnat avec 25 victoires, 2 nuls et 3 défaites, ainsi que 19 points d'avance sur le second. Cette saison 2012-2013 (en) a été une grande réussite pour le club.
La découverte du RFU Championship va être difficile pour le club qui devra attendre la dixième journée pour enfin remporter un match. Le club va se battre toute la saison pour ne pas descendre aussitôt, mais malheureusement il sera relégué lors de la dernière journée de cette saison 2013-2014 (en). Cette relégation est due au fait qu'ils perdent à domicile contre le club des Rotherham Titans combiné à la victoire de Jersey, contre les Bedford Blues, qui passe donc devant.
Lors de la saison 2014-2015 (en) de 3e division anglaise, les Ealing Trailfinders terminent à la première place avec seulement 3 défaites et un total de 136 points. Ce titre est donc synonyme de retour en RFU Championship un an après sa descente.

### En 2e division depuis 2015
De retour en RFU Championship pour la saison 2015-2016 (en), le club ne compte pas redescendre immédiatement comme sa première saison à ce niveau. Il termine à la onzième place sur douze équipes qui est donc synonyme de maintien avec 6 victoires, 1 match nul et 15 défaites en 22 matchs.
Depuis la saison 2016-2017, Ealing Trailfinders termine régulièrement deuxième du championnat et flirte avec la montée. Néanmoins, le club termine premier lors de la saison 2020-2021 (en), devant les Saracens auparavant relégué pour n'avoir pas respecté le Salary Cap, mais n'est pas promu en 1ère division, car deux matchs, un aller et un retour comptant comme la finale du championnat sont disputés et voient les Sarries s'imposer. Le club n'aurait de toute manière pas pu accéder à la division supérieure, car leur stade ne répond pas aux critères demandés par la RFU.
Ealing Trailfinders devient finalement champion du RFU Championship pour la première fois lors de la saison 2021-2022 (en). Toutefois, le club n'est toujours pas éligible pour une montée au niveau supérieur à cause, encore une fois, de la capacité d'accueil du stade,. Le club exprime son désarroi et indique dans un communiqué avoir mis en place un plan d'agrandissement du stade sur une durée de trois ans. Le club fait tout de même appel, mais il retire finalement sa plainte en avril 2022.
Lors de la saison 2022-2023, l'objectif est toujours de se parvenir à monter en Premiership. Cependant, en février, il est annoncé que le club est toujours inéligible pour une montée à cause de leur stade qui ne remplit toujours pas les conditions de la division supérieure. De ce fait, après cette nouvelle interdiction, le club réfléchit à se retirer de la RFU (Fédération anglaise de rugby à XV) et à rejoindre sa voisine la WRU (Fédération galloise) dans le but de fusionner avec l'une des quatre provinces galloises disputant le United Rugby Championship. Le nom des Ospreys est alors évoqué. En avril, Ealing Trailfinders subit sa troisième défaite de la saison face aux Jersey Reds et voit ces derniers prendre la première place du classement à seulement une journée de la fin du championnat. Ealing Trailfinders termine finalement second de la saison. Le mois suivant, le club remporte la RFU Championship Cup (en) face aux Jersey Reds, victoire 35 à 31 en finale.

## Identité visuelle

### Couleurs et maillots
Les couleurs du club sont le vert et le blanc. Les maillots ont des rayures horizontales. 

## Palmarès
Le tableau suivant récapitule les performances des Ealing Trailfinders dans les diverses compétitions anglaises.
| Compétitions nationales |
| --- |
| Championnat d'Angleterre de D2 : - Champion (1) : 2022 (en) Championnat d'Angleterre de D3 : - Champion (2) : 2013 (en), 2015 (en) British and Irish Cup : - Vainqueur (1) : 2018 (en) RFU Championship Cup (en) : - Vainqueur (2) : 2019 (en), 2022 (en), 2023 (en) |

### Les finales du club

#### Championnat d'Angleterre de D2
| Date de la finale | Vainqueur           | Score | Finaliste           | Lieu de la finale                   | Spectateurs |
| 13 juin 2021      | Ealing Trailfinders | 0-60  | Saracens            | Trailfinders Sports Ground, Londres | ?           |
| 20 juin 2021      | Saracens            | 57-15 | Ealing Trailfinders | StoneX Stadium, Londres             | 2 000       |

#### British and Irish Cup
| Date de la finale | Vainqueur           | Score | Finaliste  | Lieu de la finale                   | Spectateurs |
| 12 mai 2018       | Ealing Trailfinders | 22-7  | Leinster A | Trailfinders Sports Ground, Londres | 1 386       |

#### RFU Championship Cup
| Date de la finale | Vainqueur           | Score | Finaliste    | Lieu de la finale                   | Spectateurs |
| 4 mai 2019        | Ealing Trailfinders | 23-17 | London Irish | Trailfinders Sports Ground, Londres | 3 627       |
| 21 mai 2022       | Ealing Trailfinders | 19-13 | Coventry     | Trailfinders Sports Ground, Londres | 2 400       |
| 13 mai 2023       | Ealing Trailfinders | 35-31 | Jersey Reds  | Trailfinders Sports Ground, Londres | ?           |

## Personnalités du club

### Effectif 2022-2023
L'effectif 2022-2023 du club est le suivant :
| Nom                  | Poste           | Nationalité sportive |
| -------------------- | --------------- | -------------------- |
| Jan-Henning Campher  | Talonneur       | Afrique du Sud       |
| Shaun Malton         | Talonneur       | Afrique du Sud       |
| Kevin O'Byrne        | Talonneur       | Irlande              |
| Cameron Terry        | Talonneur       | Angleterre           |
| Morgan Veness        | Talonneur       | Pays de Galles       |
| Alun Walker          | Talonneur       | Écosse               |
| George Davis         | Pilier          | Angleterre           |
| Will Davis           | Pilier          | Angleterre           |
| James Gibbons        | Pilier          | Angleterre           |
| Ross Kane            | Pilier          | Irlande              |
| Oisin Kearney        | Pilier          | Angleterre           |
| Jimmy Roots          | Pilier          | Nouvelle-Zélande     |
| Lewis Thiede         | Pilier          | Angleterre           |
| Kyle Whythe          | Pilier          | Afrique du Sud       |
| Lefty Zigiriadis     | Pilier          | Afrique du Sud       |
| Matt Cannon          | Deuxième ligne  | Angleterre           |
| Danny Cutmore        | Deuxième ligne  | Angleterre           |
| Bobby de Wee         | Deuxième ligne  | Afrique du Sud       |
| David Douglas-Bridge | Deuxième ligne  | Angleterre           |
| Simon Linsell        | Deuxième ligne  | Angleterre           |
| Barney Maddison      | Deuxième ligne  | Angleterre           |
| Jack Digby           | Troisième ligne | Australie            |
| Harry Dugmore        | Troisième ligne | Angleterre           |
| Rob Farrar           | Troisième ligne | Angleterre           |
| Adam Korczyk         | Troisième ligne | Australie            |
| Will Montgomery      | Troisième ligne | Angleterre           |
| Ollie Newman         | Troisième ligne | Angleterre           |
| Max Northcote-Green  | Troisième ligne | Angleterre           |
| David O'Connor       | Troisième ligne | Irlande              |
| Rayn Smid            | Troisième ligne | Afrique du Sud       |
| Carlo Tizzano        | Troisième ligne | Australie            |
| Simon Uzokwe         | Troisième ligne | Angleterre           |

| Nom                 | Poste            | Nationalité sportive |
| ------------------- | ---------------- | -------------------- |
| Jordan Burns        | Demi de mêlée    | Angleterre           |
| Ollie Fox           | Demi de mêlée    | Angleterre           |
| Jack Grant          | Demi de mêlée    | Australie            |
| Craig Hampson       | Demi de mêlée    | Angleterre           |
| Dan Hiscocks        | Demi de mêlée    | Pays de Galles       |
| Dan Lancaster       | Demi d'ouverture | Angleterre           |
| Steven Shingler     | Demi d'ouverture | Pays de Galles       |
| Craig Willis        | Demi d'ouverture | Angleterre           |
| Reuben Bird-Tulloch | Centre           | Angleterre           |
| Max Bodilly         | Centre           | Angleterre           |
| Tom Georgiou        | Centre           | Angleterre           |
| Patrick Howard      | Centre           | Afrique du Sud       |
| James Little        | Centre           | Nouvelle-Zélande     |
| Peter Robb          | Centre           | Irlande              |
| James Cordy-Redden  | Ailier           | Angleterre           |
| Josh Gillespie      | Ailier           | Angleterre           |
| Jonah Holmes        | Ailier           | Pays de Galles       |
| Angus Kernohan      | Ailier           | Irlande              |
| Cian Kelleher       | Ailier           | Irlande              |
| Jack Metcalf        | Ailier           | Angleterre           |
| Issac Shaw          | Ailier           | Angleterre           |
| Luke Daniels        | Arrière          | Afrique du Sud       |
| David Johnston      | Arrière          | Irlande              |
| Marcus Kershaw      | Arrière          | Angleterre           |

### Staff
Pour la saison 2022-2023, le staff sportif est composé de :
- Manager : Ben Ward (en)
- Entraîneurs adjoints : Kieran Campbell (en) , Andy Holloway, Jonathan Thomas , Brett Wilkinson
- Analyste des performances : Tom McLaughlin